# 5-ös busz (Tatabánya)
A tatabányai 5-ös jelzésű autóbusz az Autóbusz-állomás és a Szent István úti forduló között közlekedik. A vonalat a T-Busz Tatabányai Közlekedési Kft. üzemelteti.

## Története
A buszvonalat 2018. január 1-jétől Tatabánya új közlekedési társasága, a T-Busz Kft üzemelteti. Hétfőtől szombatig naponta öt járat 5P jelzéssel a Töhötöm vezér utca érintésével közlekedik.

## Útvonala
| Szent István úti forduló felé | Autóbusz-állomás felé |
| --- | --- |
| Autóbusz-állomás – Jedlik Ányos utca – Mozdony utca – Győri út – Köztársaság útja – Összekötő út – Bárdos László utca – Omega Park – Bárdos László utca – Szent Borbála út – Népház utca – Vértanúk tere – Népház utca – Tatai út – Deák Ferenc utca – Baross Gábor út – Szent István utca – Szent István úti forduló | Szent István úti forduló – Szent István utca – Baross Gábor út – Gábor Áron utca – Tatai út – Népház utca – Vértanúk tere – Népház utca – Szent Borbála út – Bárdos László utca – Omega Park – Bárdos László utca – Összekötő út – Köztársaság útja – Győri út – Mozdony utca – Jedlik Ányos utca – Autóbusz-állomás |

## Megállóhelyei
| 0  | 0  | Autóbusz-állomás végállomás         | 28 | 25 | 1, 1G, 2, 5P, 6, 9, 9D, 10, 11, 15, 16, 26, 26R, 50, 55, 57, 70 770, 804, 814, 822, 823, 824, 8400, 8402, 8403, 8406, 8410, 8423, 8432, 8435, 8436, 8437, 8441, 8442, 8462, 8463, 8464, 8465, 8466, 8467, 8472, 8479 1758, 1824, 1841, 1843, 1845, 1848, 1850, 1851 S10 G10 S12 IC, EC, EN, gyorsvonat, expresszvonat, |
| ∫  | ∫  | Vasútállomás                        | 27 | 24 | 1, 1G, 2, 5P, 9, 9D, 15, 16, 26, 26R, 38, 38G, 50, 53I, 55, 57, 59B S10 G10 S12 IC, EC, EN, gyorsvonat, expresszvonat, |
| 2  | 2  | A Vértes Agórája                    | 26 | 23 | 5P, 8, 8L, 8S, 15, 18, 53I, 55 822, 824, 8406, 8410, 8423, 8432, 8435, 8436, 8437 |
| 4  | 3  | Köztársaság útja                    | 24 | 22 | 5P, 8, 8L, 8S, 15, 18, 53I, 55 |
| 6  | 5  | Kodály Zoltán Iskola                | 22 | 20 | 5P, 6, 8, 8L, 10, 15, 16, 18, 38, 38G, 53B, 53I, 55, 57, 59B 822, 823, 824, 8406, 8410, 8423, 8432, 8435, 8436, 8437, 8442, 8443, 8472 1784 |
| 8  | 7  | Összekötő út                        | 20 | 18 | 2, 5P, 6, 15, 16, 52, 52I, 55, 59B 822, 823, 824, 8406, 8410, 8423, 8432, 8435, 8436, 8437, 8442, 8443, 8472 |
| 10 | 9  | Omega Park                          | 18 | 16 | 1, 1G, 2, 4, 4E, 5P, 6, 10, 11, 15, 16, 52, 52I, 55 8410, 8442 |
| ∫  | ∫  | Kormányhivatal                      | 17 | 15 | 1, 1G, 4, 4E, 6, 10, 11 822, 823, 824, 8406, 8410, 8423, 8432, 8435, 8436, 8437, 8442, 8443, 8472 |
| 12 | 11 | Szent Borbála út                    | 15 | 14 | 1, 1G, 4, 4E, 5P, 6, 10, 11, 16, 51, 51B, 59B 822, 824, 8406, 8410, 8423, 8432, 8435, 8436, 8437, 8443, 8460, 8472 |
| 14 | 13 | Sportpálya                          | 13 | 12 | 1, 1G, 4, 4E, 5P, 6, 10, 11, 16, 51, 51B, 59B 822, 824, 8406, 8410, 8423, 8432, 8435, 8436, 8437, 8443, 8460, 8472 |
| 16 | 15 | Népház                              | 11 | 10 | 3, 3A, 3G, 3L, 5P, 8, 8L, 8S, 10, 18, 38, 38G, 53B, 59B |
| 17 | 16 | Vértanúk tere                       | 10 | 9  | 3, 3A, 3G, 3L, 5P, 8, 8L, 8S, 10, 18, 38, 38G, 53B, 59B 822, 824, 8406, 8410, 8423, 8435, 8437, 8472 |
| 18 | 17 | Tatai út                            | 9  | 8  | 5P 8435, 8437 |
| 21 | 18 | Tél utca                            | 7  | 7  | 5P 8435, 8437 |
| 22 | 19 | Deák Ferenc utca                    | ∫  | ∫  | 5P |
| 23 | 20 | Baross köz                          | 5  | 5  | 1, 1G, 5P, 51, 51B 8432, 8435, 8436, 8437 |
| 24 | 21 | Szabadság tér                       | 4  | 4  | 1, 1G, 5P, 51, 51B |
| 25 | 22 | Szolgáltató ház                     | 3  | 3  | 1, 1G, 5P, 9, 9D, 51, 51B 8432, 8435, 8436, 8437 |
| 26 | 23 | Templom utca                        | 2  | 2  | 1, 1G, 5P, 9, 9D, 51, 51B |
| 27 | 24 | Szikla utca                         | 1  | 1  | 1, 1G, 5P, 9, 9D, 51, 51B 8432, 8435, 8436, 8437 |
| 28 | 25 | Szent István úti forduló végállomás | 0  | 0  | 1, 1G, 5P, 9, 9D, 51, 51B |